# Врбаня (Хорватія)
Врбаня (хорв. Vrbanja) — населений пункт та община у  Вуковарсько-Сремській жупанії Хорватії.

## Населення
Населення общини за даними перепису 2011 року становило 3 940 осіб, 1 з яких назвала рідною українську мову. Населення самого поселення становило 2 203 осіб.
Динаміка чисельності населення громади:
Динаміка чисельності населення центру громади:

## Населені пункти
Крім поселення Врбаня, до громади також входять: 
- Соляни
- Строшинці

## Клімат
Середня річна температура становить 11,26°C, середня максимальна – 25,73°C, а середня мінімальна – -6,02°C. Середня річна кількість опадів – 729 мм.
| Клімат поселення                              | Клімат поселення | Клімат поселення | Клімат поселення | Клімат поселення | Клімат поселення | Клімат поселення | Клімат поселення | Клімат поселення | Клімат поселення | Клімат поселення | Клімат поселення | Клімат поселення | Клімат поселення |
| Показник                                      | Січ.             | Лют.             | Бер.             | Квіт.            | Трав.            | Черв.            | Лип.             | Серп.            | Вер.             | Жовт.            | Лист.            | Груд.            |                  |
| Середній максимум, °C                         | 6,19             | 8,36             | 12,93            | 17,57            | 22,83            | 25,73            | 25,50            | 25,23            | 21,31            | 15,75            | 9,80             | 5,78             |                  |
| Середня температура, °C                       | 0,08             | 2,27             | 6,80             | 11,49            | 16,72            | 19,60            | 21,30            | 21,04            | 17,11            | 11,54            | 5,60             | 1,55             |                  |
| Середній мінімум, °C                          | −6,02            | −3,85            | 0,72             | 5,37             | 10,62            | 13,54            | 17,10            | 16,85            | 12,90            | 7,34             | 1,40             | −2,65            |                  |
| Норма опадів, мм                              | 47               | 42               | 45               | 57               | 67               | 95               | 74               | 66               | 55               | 59               | 66               | 56               |                  |
| Середньомісячна швидкість вітру, м/с          | 1.90             | 2.10             | 2.50             | 2.40             | 2.19             | 2.00             | 2.00             | 1.80             | 1.70             | 1.87             | 1.90             | 1.90             |                  |
| Середньомісячна сонячна радіація, кДж/м²·день | 4429             | 7179             | 11206            | 15631            | 19219            | 21399            | 22415            | 20506            | 15152            | 9593             | 5043             | 3688             |                  |
| --------------------------------------------- | ---------------- | ---------------- | ---------------- | ---------------- | ---------------- | ---------------- | ---------------- | ---------------- | ---------------- | ---------------- | ---------------- | ---------------- | ---------------- |
| Джерело:                                      |                  |                  |                  |                  |                  |                  |                  |                  |                  |                  |                  |                  |                  |